# French Open 1983 (Badminton)
Die French Open 1983 im Badminton fanden am 2. und 3. April 1983 in Gonfreville statt. Es war die 53. Auflage des Championats.

## Finalresultate
| Disziplin    | Sieger                        | Finalist                            | Ergebnis          |
| ------------ | ----------------------------- | ----------------------------------- | ----------------- |
| Herreneinzel | Vimal Kumar                   | Jürgen Gebhardt                     | 15-5, 15-1        |
| Dameneinzel  | Alison Fulton                 | Julie McDonald                      | 3-11, 11-8, 11-1  |
| Herrendoppel | Partho Ganguli Vikram Singh   | Stefan Frey Thomas Künstler         | 10-15, 15-9, 15-8 |
| Damendoppel  | Alison Fulton Jill Benson     | Kirsten Schmieder Mechtild Hagemann | 15-9, 15-13       |
| Mixed        | Stefan Frey Mechtild Hagemann | Bernd Wessels Heidi Krickhaus       | 15-12, 15-7       |